# Oxygène (album)
Oxygène (anche uscito con il titolo in inglese Oxygene) è il secondo album in studio di Jean-Michel Jarre, pubblicato nel 1976 dalla Les Disques Motors.

## Composizione
Negli anni precedenti al 1976, Jarre si occupò di numerosi progetti. Tra questi si segnalano l'album di esordio Deserted Palace, che ebbe scarso successo, e molte composizioni per filmati pubblicitari e balletti. Ciò che ispirò Oxygène fu un dipinto dell'artista Michel Granger regalato al compositore dalla futura moglie Charlotte Rampling. Il dipinto mostrava la Terra scrostata dal cui interno usciva un teschio, e Jarre chiese ed ottenne l'autorizzazione ad utilizzare l'immagine come copertina del disco.

## Registrazione e pubblicazione
Jarre registrò l'album in casa nell'arco di otto mesi utilizzando una gran varietà di sintetizzatori analogici e altri strumenti elettronici servendosi della registrazione multitraccia.
Jarre incontrò difficoltà nel pubblicare l'album, in quanto non conteneva parti cantate e i suoi brani non avevano un vero e proprio titolo (ogni brano è intitolato con il corrispondente numero ordinale in notazione romana). Alla fine riuscì a suscitare l'interesse del discografico Francis Dreyfus, proprietario della Les Disques Motors (l'attuale Disques Dreyfus), un'affiliata della Polydor. Dreyfus era marito di Hélène Dreyfus, una delle allieve di Jarre al Groupe de recherches musicales di Pierre Schaeffer, dove Jarre stesso imparò ad utilizzare molti sintetizzatori fra cui il VCS3, con cui è eseguita la maggior parte di Oxygène. L'etichetta era inizialmente scettica all'idea di lanciare un disco di musica elettronica. Proprio per tale motivo, limitò la prima tiratura dell'album a 50.000 copie.

## Accoglienza
Oxygène ha ricevuto ottimi giudizi critici ed è considerato uno degli album migliori dell'artista.
Nel 2016 venne stimato che sarebbero state vendute diciotto milioni di copie dell'album. Raggiunse anche la seconda posizione della classifica britannica e la settantaduesima in quella statunitense. Secondo alcuni, la sua risonanza esercitò una significativa influenza nella musica elettronica, tanto da venire descritto come l'album che «avviò la rivoluzione dei sintetizzatori negli anni settanta».

### Seguiti
Sull'onda del successo di Oxygène, l'artista pubblicò dei seguiti omonimi che fungono da prosieguo. Il primo di essi, Oxygène 7-13 (1997), venne registrato usando gli stessi strumenti del predecessore. 
Nel 2007 Jarre pubblicò una nuova versione dell'album (Oxygène: New Master Recording), registrato dal vivo su un palcoscenico (ma senza pubblico) per poi pubblicare un'edizione con DVD in 3D. Anche in questo caso, adottò gli stessi strumenti, facendosi però aiutare da tre collaboratori (Dominique Perrier, Francis Rimbert e Claude Samard), piuttosto che suonare tutte le parti da solo. 
Nel 2016 Jarre ha pubblicato un terzo proseguimento di Oxygène, intitolato Oxygène 3. Anche questo disco è stato scritto con lo stesso stile ed eseguito con gli stessi strumenti dei due predecessori.

## Nella cultura di massa
La Part II è stata utilizzata come sottofondo nella scena cruciale del film Gli anni spezzati e nella sigla dell'edizione tedesca del telefilm Spazio:1999. Lo stesso brano è stato usato come jingle in una pubblicità di fine anni '80 della Saila menta (con apposte le parole "Saila menta fresca Saila menta buona" e, nel finale, lo slogan "Saila il piacere, piacere che uccide") e per uno spot del 2001 della Citroën C5 e nel film di Jackie Chan Snake in the Eagle's Shadow.
La Part IV è contenuta nel gioco Grand Theft Auto IV e nel secondo episodio della serie televisiva britannica Knowing Me, Knowing You... with Alan Partridge's.
È possibile sentire uno spezzone del brano Part IV in alcune Claw crane prodotte dalla azienda Elaut.

## Tracce
Musiche di Jean-Michel Jarre.
1. Oxygène (Part I) – 7:40
2. Oxygène (Part II) – 8:09
3. Oxygène (Part III) – 2:55
4. Oxygène (Part IV) – 4:15
5. Oxygène (Part V) – 10:24
6. Oxygène (Part VI) – 6:21

## Formazione
- Jean-Michel Jarre – ARP 2600, EMS Synthi AKS, VCS 3, RMI, Farfisa, Eminent, Mellotron e drum machine (più tardi rivelatasi essere una Korg Minipops-7)